# Раві Варма IV
Раві Варма IV — індійський монарх, який правив Кочійським царством від 1853 до 1864 року.